# ساختمان پهلوی اول
ساختمان پهلوی اول مربوط به دوره پهلوی است و در شهرستان گرمسار، بخش ایوانکی، شهر ایوانکی، ابتدای سردره، ناحیه سیاه لک واقع شده و با شمارهٔ ثبت ۲۶۶۰۷ به‌عنوان یکی از آثار ملی ایران به ثبت رسیده است.